# Toro (geometria)
In geometria il toro (dal latino torus, cuscino a forma di ciambella) è una superficie di rotazione ottenuta dalla rivoluzione di una circonferenza in uno spazio tridimensionale intorno a un asse ad essa complanare.

## Il toro nella geometria euclidea

### Rappresentazione mediante equazioni parametriche
Una rappresentazione parametrica del toro, nell'usuale spazio euclideo tridimensionale, è data da:
{\displaystyle {\begin{cases}x(u,v)=(R+r\cos u)\cos v\\y(u,v)=(R+r\cos u)\sin v\\z(u,v)=r\sin u,\end{cases}}}
dove {\displaystyle R>0} è la distanza dal centro del tubo al centro del toro, {\displaystyle r>0} è il raggio del tubo e {\displaystyle u} e {\displaystyle v} variano in {\displaystyle [0,2\pi ).}
L'equazione in coordinate cartesiane, che individua un toro il cui asse di simmetria coincide con l'asse {\displaystyle z,} è data da:
{\displaystyle \left(R-{\sqrt {x^{2}+y^{2}}}\right)^{2}+z^{2}=r^{2}.}

### Proprietà metriche
L'area esterna e il volume del toro sono dati rispettivamente da:
{\displaystyle A=2\pi r\ 2\pi R=4\pi ^{2}Rr,}
{\displaystyle V=\pi r^{2}\ 2\pi R=2\pi ^{2}Rr^{2}.}
I risultati derivano direttamente dai due teoremi di Pappo-Guldino.

## Topologia del toro

### Costruzione
Un toro topologico è uno spazio topologico omeomorfo ad un toro nello spazio euclideo. Esso può essere definito come il prodotto di due circonferenze {\displaystyle S^{1}\times S^{1}.} Le equazioni parametriche che abbiamo dato per il toro in {\displaystyle \mathbb {R} ^{3}} individuano un omeomorfismo con l'insieme {\displaystyle S^{1}\times S^{1}.}
Un modo equivalente per costruire un toro topologico è quello di considerare un quadrato e "incollare" i lati opposti. Questo corrisponde a definire sul quadrato
{\displaystyle Q=[0,1]\times [0,1]\subseteq \mathbb {R} ^{2},}
la relazione di equivalenza {\displaystyle \sim _{T}} tale che {\displaystyle x\sim _{T}y} se e solo se {\displaystyle x=y} è un unico punto interno oppure {\displaystyle x} e {\displaystyle y} sono su due lati opposti ed hanno una coordinata uguale. Con questa relazione di equivalenza si può definire lo spazio quoziente {\displaystyle Q/\sim _{T}} che è appunto un toro topologico.
Un ulteriore modo per definire il toro topologico è quello di costruire lo spazio quoziente del {\displaystyle \mathbb {R} ^{2}} rispetto al sottogruppo {\displaystyle \mathbb {Z} ^{2}.}

### Proprietà topologiche
- Il toro è una superficie, quindi una varietà differenziabile di dimensione 2.
- Il toro è compatto, connesso, ma non semplicemente connesso. Infatti il suo gruppo fondamentale è {\displaystyle \mathbb {Z} \times \mathbb {Z} }.
- Il rivestimento universale del toro è omeomorfo a {\displaystyle \mathbb {R} ^{2}.} Quindi i gruppi di omotopia di grado maggiore di 1 del toro sono tutti banali.
- La caratteristica di Eulero[4] del toro è zero.
- Il genere del toro è 1.

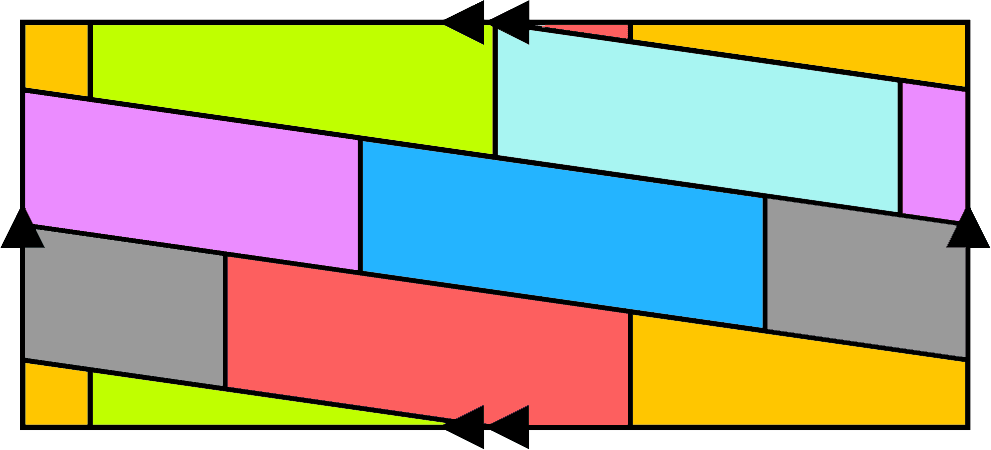
Suddivisione del toro che richiede 7 colori

- Sul toro non valgono molti teoremi della geometria piana. Ad esempio, non vale il teorema dei quattro colori. Nel disegno a fianco il toro è stato diviso in sette regioni, a due a due tutte confinanti: quindi sono necessari sette colori diversi affinché due regioni confinanti non abbiano lo stesso colore. È stata dimostrata una generalizzazione del teorema dei quattro colori da cui consegue che sette colori sono sufficienti per colorare qualsiasi suddivisione del toro.[5]
- Il toro, a meno di diffeomorfismi, è l'unica superficie compatta connessa orientabile su cui è possibile definire un campo vettoriale continuo senza punti critici (vedere varietà pettinabili).

## Il toro solido
Il toro solido è l'oggetto tridimensionale delimitato dal toro (toro incluso). Si tratta cioè della porzione di spazio contenuta all'interno del toro inclusa la parte di spazio che la delimita. Topologicamente, si tratta di uno spazio omeomorfo al prodotto {\displaystyle D\times S^{1}} del disco bidimensionale
{\displaystyle D=\{(x,y)\in \mathbb {R} ^{2}\ |\ x^{2}+y^{2}\leq 1\},}
con la circonferenza {\displaystyle S^{1}}. Si tratta di una 3-varietà con bordo; il bordo consiste appunto nel toro. Il suo gruppo fondamentale è {\displaystyle \mathbb {Z} .} Si tratta infine del corpo con manici avente genere 1.
Il toro solido è un oggetto importante nello studio delle 3-varietà e più in generale nella topologia della dimensione bassa.